# 超氧化氢
超氧化氢自由基，也称作氧化羟基自由基或超氧酸，是由超氧离子质子化得到的，化学式为HO2。

## 制取
超氧化氢可以通过向超氧離子转移一个质子来制备。

## 反应
超氧离子（O2−）和超氧化氢自由基在水溶液中处于化学平衡状态：
O2− + H2O ⇌ HO2 + OH−
这个质子化与电离的平衡，pKa为4.88。因此，典型细胞中大约0.3%的超氧化物处于被质子化的超氧化氢自由基状态。
与主要作为还原剂的超氧离子不同，HO2在许多重要的生物反应中是氧化剂，比如在磷脂双分子层中从维生素E和多元不饱和脂肪酸中夺取氢原子的反应。因此，它可能是脂质过氧化反应中的一种重要诱发剂。
由于介电常数对pKa有重要影响，且空气的电介质常数很低，超大气中的生产（光化学）几乎完全使用超氧化氢。超氧化氢是相当被动的，它通过降解有机污染物，来作为大气层的“清洁剂”。因此，超氧化氢的化学性质对地球化学十分重要。

## 环境影响
超氧化氢会参与破坏平流层臭氧的循环反应。它也存在于对流层，在这里它实质上是一氧化碳和烃类被羟基自由基氧化的副产物。